# 専修学校さつき調理・福祉学院
専修学校さつき調理・福祉学院（せんしゅうがっこうさつきちょうり・ふくしがくいん）とは、愛知県名古屋市中村区に所在する高等課程の専修学校。学校法人東洋学園が設置する。

## 沿革
- 1983年（昭和58年）
  - 専門学校ナショナルガストロノミーとして1号館を設立開校する
    - 商業実務高等課程食物経営科・情報科2年制（昼間）を設置する
    - 商業実務高等課程食物経営科・情報科2年制（夜間）を設置する
- 1987年（昭和62年）
  - 2号館を設立し、食物経営科、食物情報科3年制（昼間）設置、3号館設立
- 1994年（平成6年）
  - 専修学校ナショナルガストロノミーと改める
- 1999年（平成11年）4月
  - 専修学校さつき調理情報学院に校名変更
    - 調理師科を新設して食物経営科・情報科を福祉情報科に改める
- 2003年（平成15年）4月
  - 校名を専修学校さつき調理・福祉学院に、福祉情報科を福祉科に改める

## 特徴
教育目標は儒教の精神に基づいた人材育成を建学の精神とし、以下の学校訓を掲げる
1. 清廉潔白
2. 社会奉仕
3. 報恩感謝
4. 礼儀愛労
5. 自由責任

## 取得できる資格
- 向陽台高等学校卒業
- 大学入学資格
- 調理師免許
- 介護職員初任者研修
- ガイドヘルパー
- 福祉用具専門相談員
- 製菓衛生師受験資格（2010年4月入学生より）
- 手話技能検定
- 保育技術検定
- 漢字能力検定
- 食育インストラクター
- 専門調理師・調理技能士学科試験免除（技術考査合格者のみ）

## 所在地
- 調理師科（本館） - 愛知県名古屋市中村区亀島1丁目11番6号
- 福祉科 - 愛知県名古屋市西区名駅二丁目16番1号

## 関連校
- 学校法人東洋学園
  - 国際調理師専門学校名駅校
  - 国際製菓技術専門学校
  - 国際医学技術専門学校
  - 専修学校東洋調理技術学院
- 技能連携
  - 向陽台高等学校